# Kaliopa
Kaliopa (starogrško starogrško Καλλιόπη: Kalliópe) je bila muza epske poezije v grški mitologiji. Običajno je predstavljena s pisalom in voščenimi tablicami. Bila je najstarejša in najmodrejša med vsemi muzami. Z Apolonom je imela dva sinova, Orfeja in Linusa. Bila je tudi razsodnica v sporu med Afrodito in Perzefono zaradi Adonisa.
Po njej se imenuje tudi asteroid 22 Kaliopa (Kalliope).